# HD43399
HD43399 — хімічно пекулярна зоря спектрального класу
A4 й має видиму зоряну величину в смузі V приблизно 10,0.